# Alcyonium confertum
Alcyonium confertum is een zachte koraalsoort uit de familie Alcyoniidae. De koraalsoort komt uit het geslacht Alcyonium. Alcyonium confertum werd in 1938 voor het eerst wetenschappelijk beschreven door Boone. 